# Saladin Ahmed
Saladin Ahmed (*4. října 1975, Detroit, USA) je americký spisovatel fantasy a science fiction a básník.

## Životopis
Narodil se v Detroitu ve státě Michigan rodičům libanonsko-egyptského a irsko-polského původu. Jeho otec Ismael Ahmed byl námořníkem v obchodním loďstvu, později pracoval jako dělník v továrně, jeho matka Mary O'Learyová byla politickou aktivistkou.
Vyrůstal v Dearbornu, městě s velkou a významnou arabskoamerickou komunitou. Po střední škole Ahmed navštěvoval Henry Ford Community College, ze které přešel na University of Michigan v Ann Arbor, kde vystudoval americká studia. Poté absolvoval postgraduální studium kreativního psaní na Brooklyn College v New Yorku a angličtiny na Rutgers University v New Jersey.
Jeho poezie byla oceněna několika stipendii a více než deset let vyučoval psaní na vysokých školách. V roce 2007 si vzal za ženu psycholožku a textařku Hayley Thompsonovou, se kterou má dvojčata: dceru Naimu a syna Malcolma. V současnosti žije na předměstí Detroitu a živí se jako profesionální spisovatel.

## Tvorba
Kromě poezie na sebe začal upozorňovat svými povídkami, které publikoval v nejrůznějších žánrových časopisech a antologiích. V roce 2009 se jeho povídka Where Virtue Lives dostala do finále ceny Harper's Pen Award. V roce 2010 byl Ahmed nominován na Cenu Johna W. Campbella pro nejlepšího nového autora. Ve stejném roce byla jeho povídka Hooves and the Hovel of Abdel Jameela nominována na cenu Nebula za nejlepší povídku. Tato povídka se dočkala českého vydání v časopise XB-1 (5/2011) jako Tajemství chatrče Abdela Jameely v překladu Blanky Petákové.
V únoru 2012 vydalo nakladatelství DAW Books jeho román Throne of the Crescent Moon, odehrávající se ve fantastickém světě inspirovaném orientálními pohádkami Tisíce a jedné noci. Jde o první část chystané trilogie The Crescent Moon Kingdoms. Román vyšel také ve Velké Británii, byl přeložen do polštiny a češtiny. Česky vyšel v dubnu 2013 pod názvem Půlměsíční trůn v překladu Vojtěcha Sedláčka.
Od roku 2017 také píše komiksy. Jeho první počin byla měsíční série Black Bolt pro Marvel Comics, která vychází od května 2017. V roce 2018 začne taktéž pro Marvel vycházet jeho série Exiles.

## Půlměsíční trůn
Román Půlměsíční trůn popisuje dobrodružství stárnoucího lovce ghúlů, doktora Adúly Maslúda, a jeho pomocníka, mladého a zbožného derviše jménem Rasíd bas Rasíd. Příběh se z velké části odehrává v Dhamsavátu, hlavním městě Abasénu a Půlměsíčních království, jehož předobrazem byl jak středověký Bagdád, tak i slavný Lankhmar z knih klasika žánru Fritze Leibera. Adúla, navzdory narůstající únavě ze své náročné profese, se vydává na ještě jednu výpravu po stopách ghúlů, kteří zavraždili neteř jeho dávné lásky. Se svým společníkem za dramatických okolností potkává Zamíu, dívku z pouště, jejíž rodina byla celá pobita neznámými netvory. Společně zjišťují, že stojí proti nepříteli mnohem mocnějšímu, než si mysleli, a vrací se zpět do Dhamsavátu, aby požádali o pomoc své přátele, mága Davúda a alchymistku Litáz. Díky nim se jim podaří odhalit nitky spiknutí, které sahá až na nejvyšší místa, do Půlměsíčního paláce – sídla krutého kalifa.
Kniha upoutala americkou kritiku zejména originálním prostředím, ale také důrazem na vztahy mezi jednotlivými protagonisty a jejich víru.

### Romány
- Throne of the Crescent Moon. New York: DAW Books, 2012. ISBN 978-1-4558-7821-5.
- česky jako Půlměsíční trůn. Přeložil Vojtěch Sedláček. Praha: Gorgona Books, 2013. ISBN 978-80-904952-2-7.
- polsky jako Tron półksiężyca. Přeložil Przemysław Bieliński. Varšava: Prószyński i S-ka, 2012. ISBN 978-83-7839-373-3

### Antologie
- Engraved on the Eye. Ridan Publishing, 2012.

### Povídky
- The Faithful Soldier, Prompted. In: Apex Magazine 18, listopad 2010.
- Mister Hadj's Sunset Ride. In: Beneath Ceaseless Skies, květen 2010.
- General Akmed's Revenge?. In: Expanded Horizons 16, březen 2010.
- Doctor Diablo Goes Through The Motions. In: Strange Horizons, únor 2010.
- Judgment of Swords and Souls. In: Orson Scott Card's InterGalactic Medicine Show.
- Hooves and the Hovel of Abdel Jameela. In: Clockwork Phoenix 2. Norilana Books, 2009.
- česky jako Tajemství chatrče Abdela Jameely. Přeložila Blanka Petáková. In: XB-1, květen 2011.
- Where Virtue Lives. In: Beneath Ceaseless Skies, duben 2009.

### Poezie
Ahmedova poezie se objevila v následujících časopisech a antologiích:
- Callaloo, svazek 32, číslo 4, 2009.
- Against Agamemnon: War Poetry. WaterWood Press, 2009.
- Inclined to Speak: An Anthology of Contemporary Arab American Poetry. University of Arkansas Press, 2008.
- Margie: The American Journal of Poetry Volume 6, 2007.
- We Begin Here: Poems for Palestine and Lebanon. Interlink Books, 2007.
- The Brooklyn Review číslo 19, 2002.
- The Brooklyn Review číslo 18, 2001.
- Big City Lit, 2001.
- Mizna, svazek 3, číslo 1, 2001.
- Abandon Automobile: Detroit City Poetry. Wayne State University Press, 2001.
- Post Gibran: Anthology of New Arab American Writing. Kitab/Syracuse University Press, 2000.
- Arab Detroit: From Margin to Mainstream. Wayne State University Press, 2000.

### Komiksy

#### Marvel Comics
- Black Bolt #1–12 (2017–2018)
- Exiles #1–12 (2018–2019)
- Quicksilver: No Surrender #1–5 (2018)
- Miles Morales: Spider-Man #1–42 (2018–2022)
- The Magnificent Ms. Marvel #1–18 (2019–2021)
- Absolute Carnage: Miles Morales #1–3 (2019)
- Conan: Battle For The Serpent Crown #1–5 (2019)

#### BOOM! Studios, Image Comics a ostatní
- Abbott #1–5 (2018)
- Abbott: 1973 #1–5 (2021)
- Dragon (2022)
- Starsigns #1–... (2023–...)
- TerrorWar #1–... (2023–...)